# Ermenegildo Rossi
Ermenegildo Rossi (Viterbo, 27 gennaio 1963) è un sindacalista italiano, Segretario Generale dell’UGL Roma e provincia dal 2018. Nel 2011 è stato insignito con la Medaglia d'oro al merito civile.

## Biografia
È nato a Viterbo nel 1963 e ha un figlio. Ha conseguito una carriera sindacale nell'UGL e lavorativa come dipendente dell’azienda Alitalia come Assistente di Volo con la qualifica di Capo Cabina. Il 24 Aprile 2011 sventò un dirottamento aereo con finalità terroristiche sulla linea Parigi-Roma salvando 140 passeggeri. Per questo motivo, il 5 maggio 2017 venne premiato dal Quirinale con la Medaglia d'Oro al Merito Civile.

### Carriera sindacale
Ha realizzato una lunga carriera sindacale dal 1994, diventando nel 1996 "Segretario RSA Assistenti di Volo Alitalia", in seguito nel 2005 "Vice Segretario Nazionale Assistenti di Volo UGL" e nel 2008 "Segretario Nazionale Assistenti di Volo UGL". Nel 2011 l'UGL lo nomina "Vice Segretario Generale UGL di Roma e Provincia" e nel 2014 "Coordinatore Nazionale Trasporti UGL". Dal 2015 fino al 2018 diventa "Segretario Confederale UGL con delega “Grandi Vertenze” e Capo Delegazione UGL al Ministero dello Sviluppo Economico delle vertenze di Alitalia, Whirlpool, Acciaierie Lucchini/Cevital, Telecom, Poste Italiane, Acciaierie Thyssenkrupp Terni, Almaviva e ILVA. Sempre nel 2015 diventa "Responsabile confederale UGL dell’OIL (Organizzazione Internazionale del Lavoro)". Nel 2018 viene eletto "Segretario Generale UGL di Roma e Provincia".

## Medaglia d'oro al merito civile
La motivazione per il rilascio della Medaglia d'oro al merito civile per l'azione del 24 aprile 2011 riporta:
(24 aprile 2011 — Volo AZ 329 Parigi — Roma)
La Medaglia in questione fu consegnata il 5 maggio 2017.